# Kirovskij (Oblast' di Astrachan')
Kirovskij (fino al 1934 Nikitinskie promysly) è una cittadina della Russia europea meridionale, situata nella oblast' di Astrachan'; dipende amministrativamente dal rajon Kamyzjakskij.
Sorge nell'estrema parte meridionale della oblast', nella regione del delta del Volga, 75 chilometri a sud di Astrachan'.